# Matériel de Traction Electrique
La société Matériel de Traction Électrique (MTE) a été fondée en 1954 comme filiale, à parts égales, de Jeumont-Schneider et de Creusot-Loire. Destinée à répondre à la demande en locomotives lors du développement de la traction électrique en 25 kV-50 Hz en France, son capital est intégralement acquis par Jeumont-Schneider en 1984, puis par Alsthom en 1987.

## Histoire
Les productions MTE pour la SNCF comprennent notamment :
- BB 12000 et BB 13000 surnommées les « fers à repasser » ;
- les « BB Jacquemin » (aussi surnommées « BB MTE ») : BB 9200/BB 9700, BB 9300, BB 16000/BB 16100, BB 25100/BB 25150/BB 25200 ;
- BB 9400/BB 9600, BB 30000 surnommées les « vespa » ;
- les locomotives de type CC (CC 6500 et CC 21000) puis de type BB (BB 7200, BB 15000 et BB 22200) et les prototypes (BB 7003/BB 10003, BB 10004 et BB 20011-20012) surnommées les « nez cassés » ;
- les locomotives diesel-électriques (pour leur partie électrique) : BB 67000/BB 67200, BB 67300 et BB 67400 ;
- les locomotives à moteur synchrone bicourant « Sybic » BB 26000, capables de tracter aussi bien des trains de voyageurs à 200 km/h que des trains lourds de Fret SNCF[4].

En 1969, au sein d'un groupement de constructeurs mené par Alsthom, MTE devient le fournisseur des bogies moteurs du prototype TGV 001 livré à la SNCF en 1972.
En 1973, MTE rejoint le groupement d'intérêt économique Francorail, cofondé en 1972 par Carel Fouché Languepin et De Dietrich Ferroviaire. L'objectif est de proposer des matériels roulants ferroviaires complets que chacune des entreprises ne pourrait fournir isolément.
En 1977, la SNCF commande au groupement formé par Alsthom et Francorail-MTE 87 rames TGV Sud-Est constituant la première génération des TGV.